# Lac Romer
Le lac Romer (en danois : Romer Sø) est un fjord d'eau douce enclavé à l'extrémité nord de la terre du roi Frédéric VIII, près de la côte nord-est du Groenland.
Il est situé à l'extrémité ouest de la terre du Prince héritier Christian, à l'ouest des Alpes de la Princesse-Élisabeth.
La base scientifique et militaire de l'armée danoise Nord — le seul endroit habité de la région — se trouve à 50 km au nord-est. Le lac et ses environs font partie de la zone du parc national du Nord-Est du Groenland.
Le lac Romer a été cartographié pour la première fois en 1933 par Lauge Koch lors de relevés aériens effectués au cours de l'expédition de trois ans de 1931 à 1934. Il a vraisemblablement été nommé d'après le paléontologue américain Alfred Sherwood Romer.
Le lac Romer est célèbre pour son impressionnant glacier Elephant Foot (« pied d'éléphant »), un large glacier de piémont avec un lobe terminal d'environ 5,4 kilomètres de large qui se jette dans le lac.

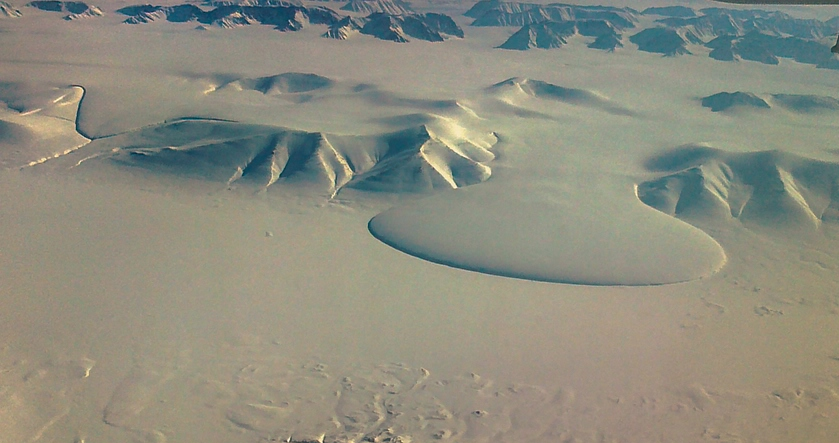
Vue de la partie terminale du glacier Elephant Foot au lac Romer.